# Bildhauersymposion Kaisersteinbruch

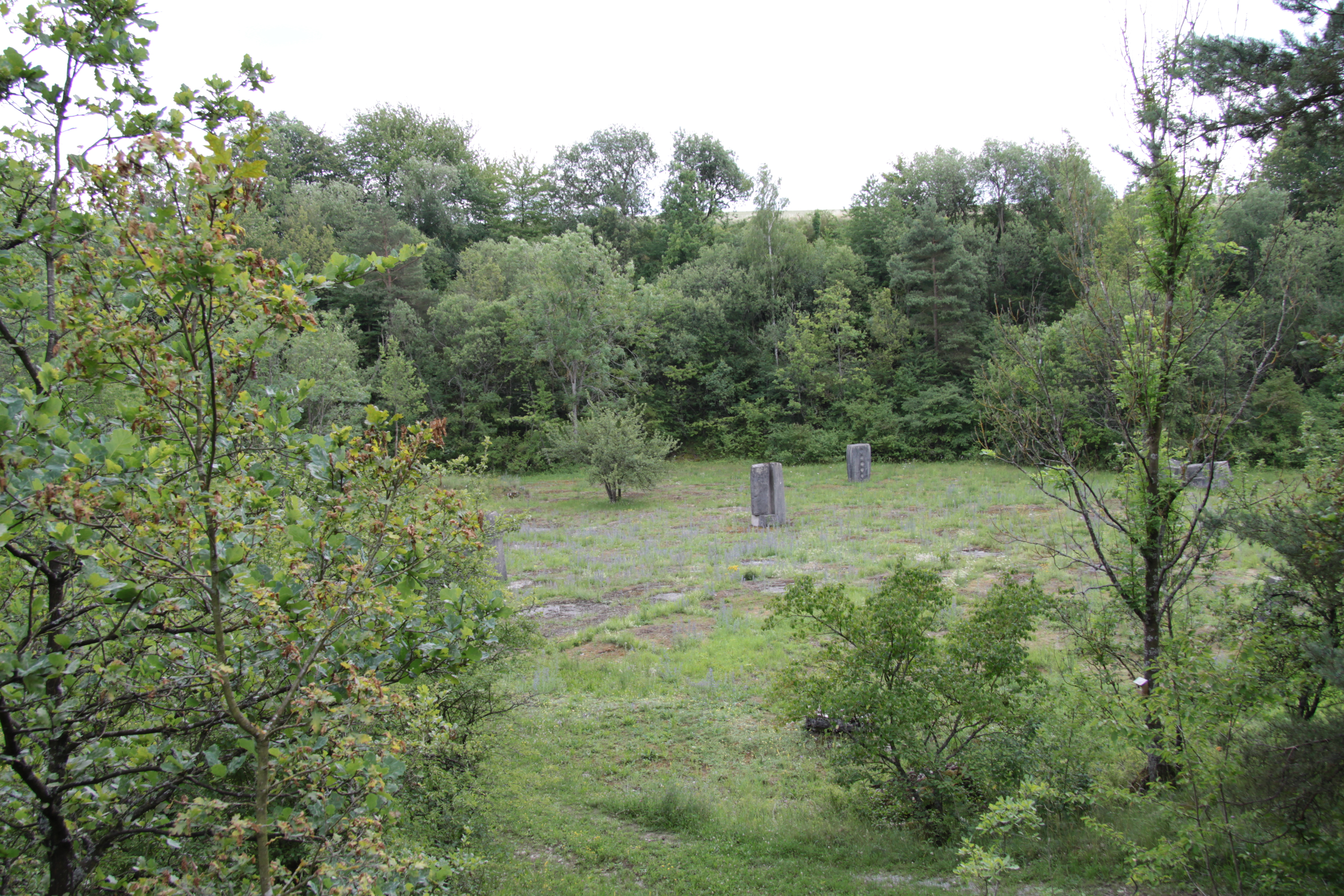
Het beeldenpark in de voormalige steengroeve in Gaubüttelbrunn.

Het Bildhauersymposion Kaisersteinbruch was het eerste in Duitsland plaatsvindende symposium voor steenbeeldhouwers in 1961 in een steengroeve in Kirchheim-Gaubüttelbrunn. Aan dit symposium, dat drie maanden duurde, namen tien kunstenaars deel uit zeven landen. De kunstenaars creëerden in totaal 18 beeldhouwwerken, waarvan thans nog 11 werken aanwezig zijn, die kunnen worden gezien in het beeldenpark.

## Geschiedenis
Het symposium werd georganiseerd naar het voorbeeld van Karl Prantls eerste Symposion Europäischer Bildhauer, dat in 1959 werd gehouden in Sankt Margarethen im Burgenland in Oostenrijk.
De uit Berlijn afkomstige beeldhouwers Herbert Baumann, Erich Reischke en Joachim-Fritz Schultze-Bansen, hierbij ondersteund door de hoogleraren Karl Hartung en Alexander Gonda, hebben het eerste Duitse symposium georganiseerd met medewerking van de eigenaren van de steengroeve Zeidler & Wimmel. Het in de groeve voorhandene materiaal was Kirchheimer Muschelkalk.
Op 13 augustus 1961 begon de bouw van de Berlijnse Muur en enige beeldhouwers besloten naar Berlijn te gaan. Na hun terugkeer in Kirchheim werd afgesproken in oktober 1961, na afloop van het symposium, in Berlijn nogmaals een symposium te houden. Dit vervolgsymposium vond inderdaad plaats in de jaren 1961 tot 1963 in Berlin-Tiergarten en werd wel het Mauer Symposion genoemd.

## Deelnemers
- Herbert Baumann, (zijn sculptuur bevindt zich in Eindhoven)
- Menashe Kadishman
- Janez Lenassi
- Joseph Henry Lonas (verblijfplaats sculptuur onbekend)
- Yasuo Mizui (verblijfplaats sculptuur onbekend)
- Karl Prantl (met twee sculpturen vertegenwoordigd)
- Erich Reischke
- Jakob Savinšek
- Joachim-Fritz Schultze-Bansen
- Buky Schwartz

## Fotogalerij

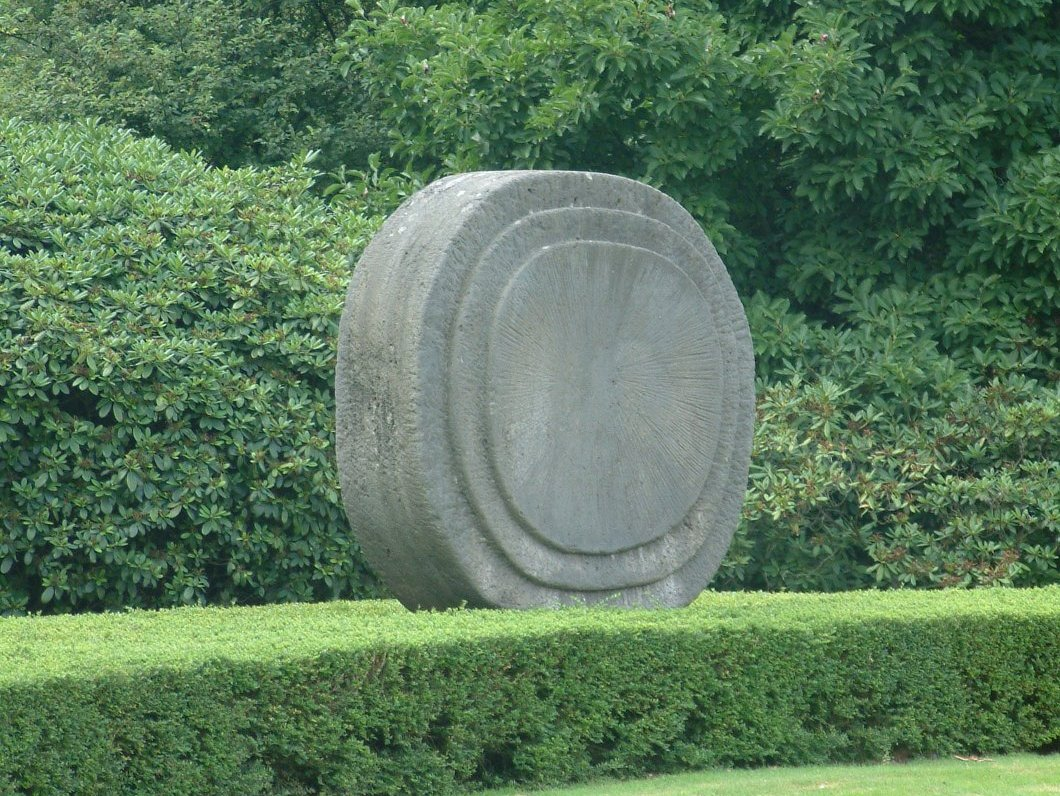
Herbert Baumann: Sonnenscheibe (in Eindhoven)
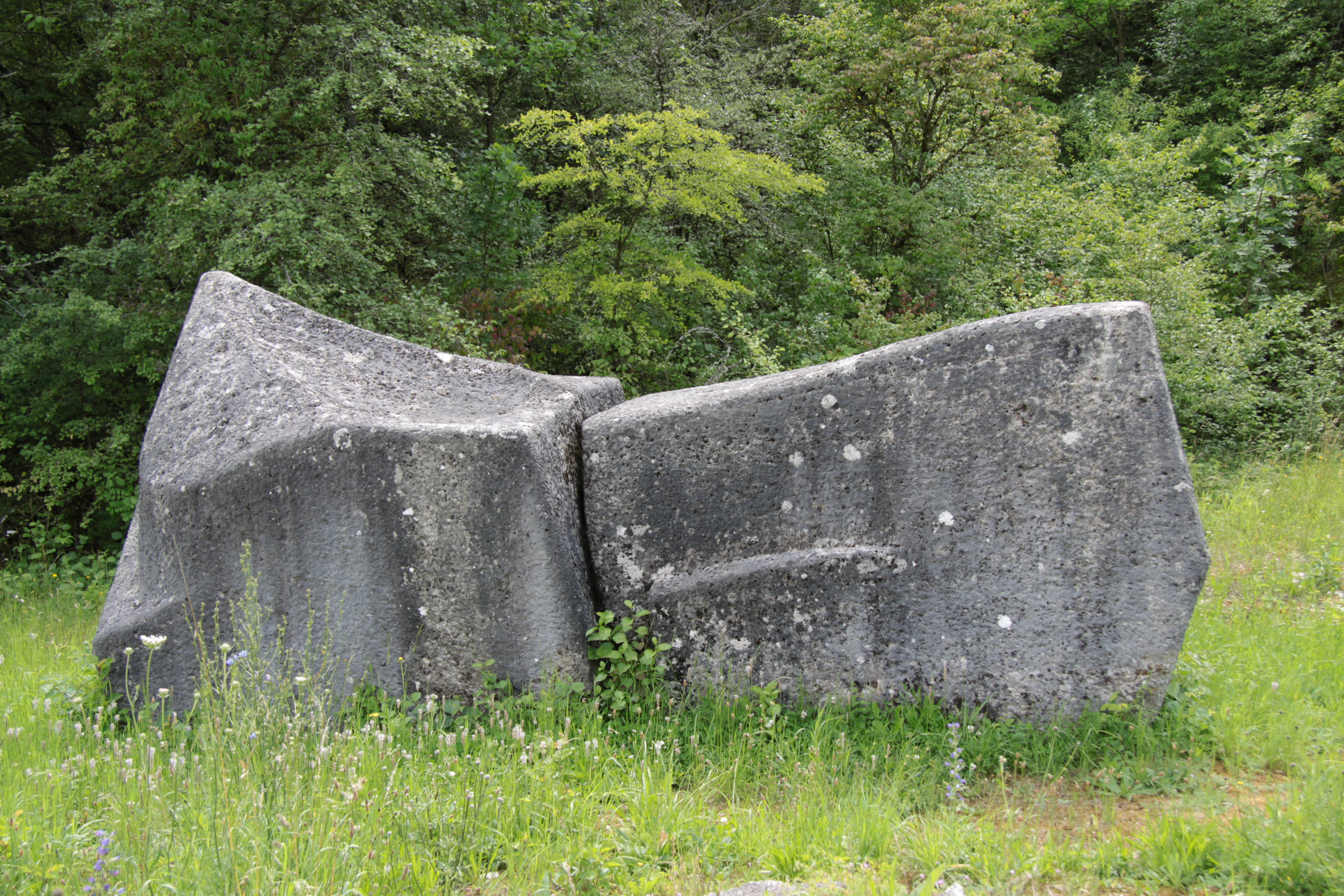
Menashe Kadishman
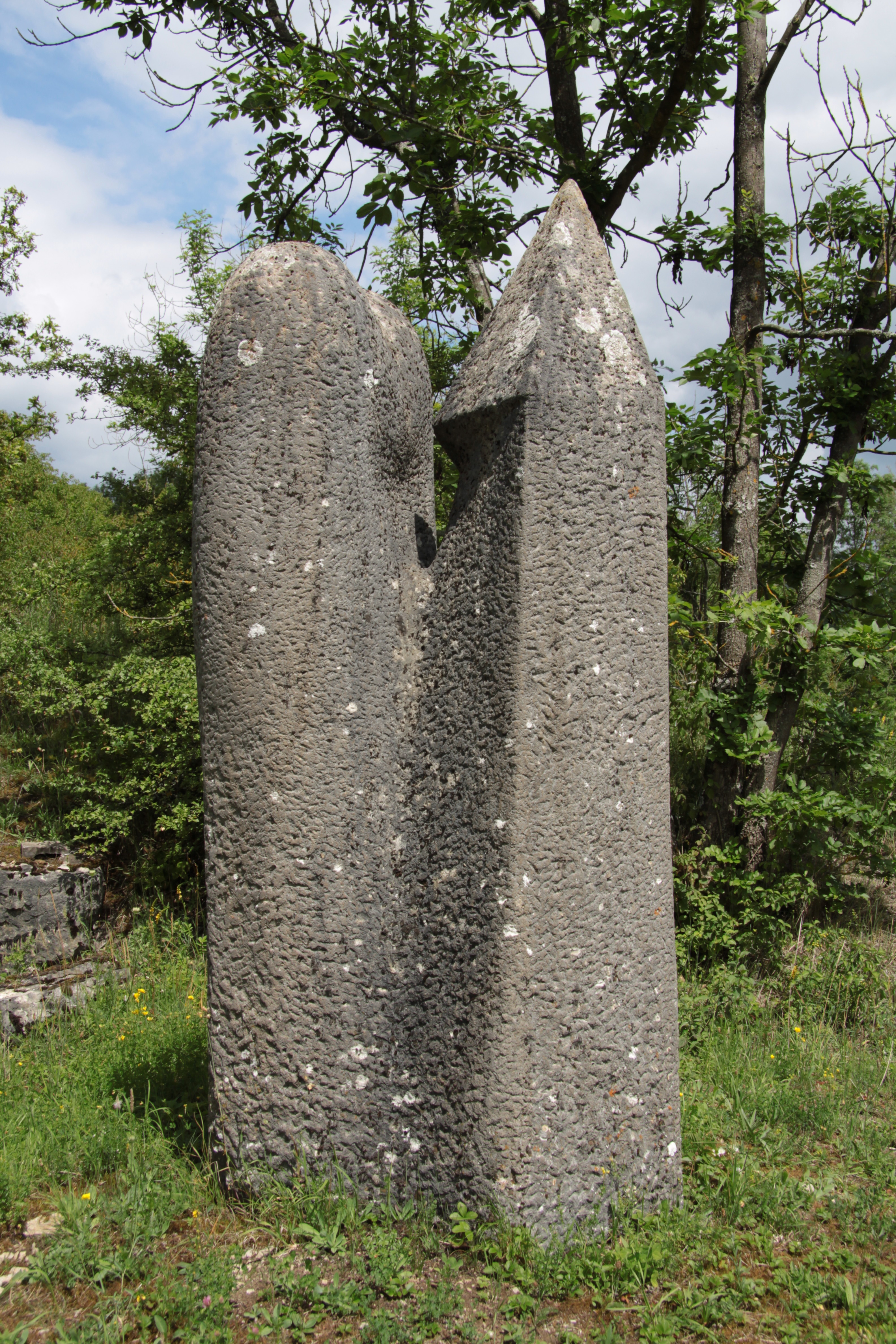
Janez Lenassi
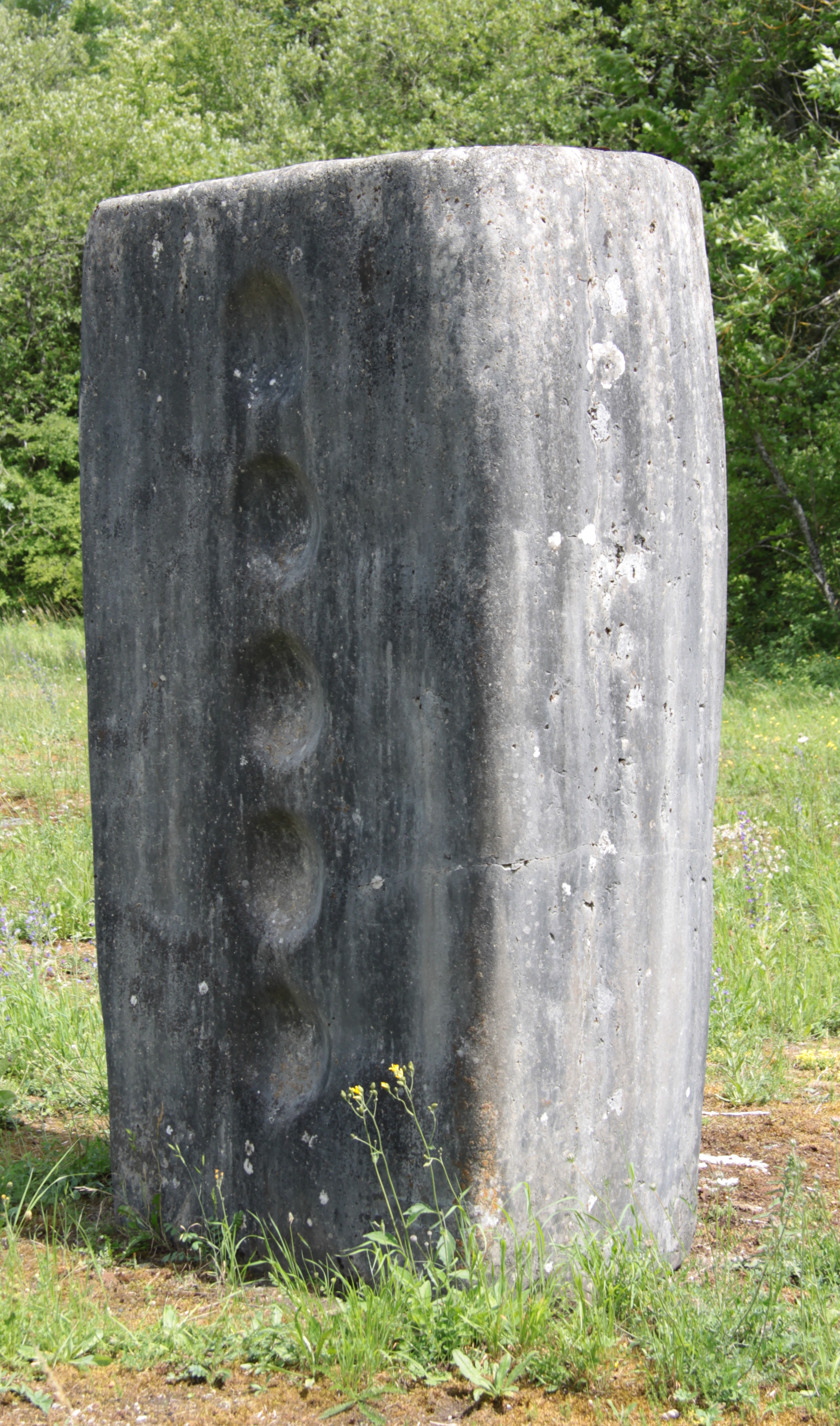
Karl Prantl: Anrufungen
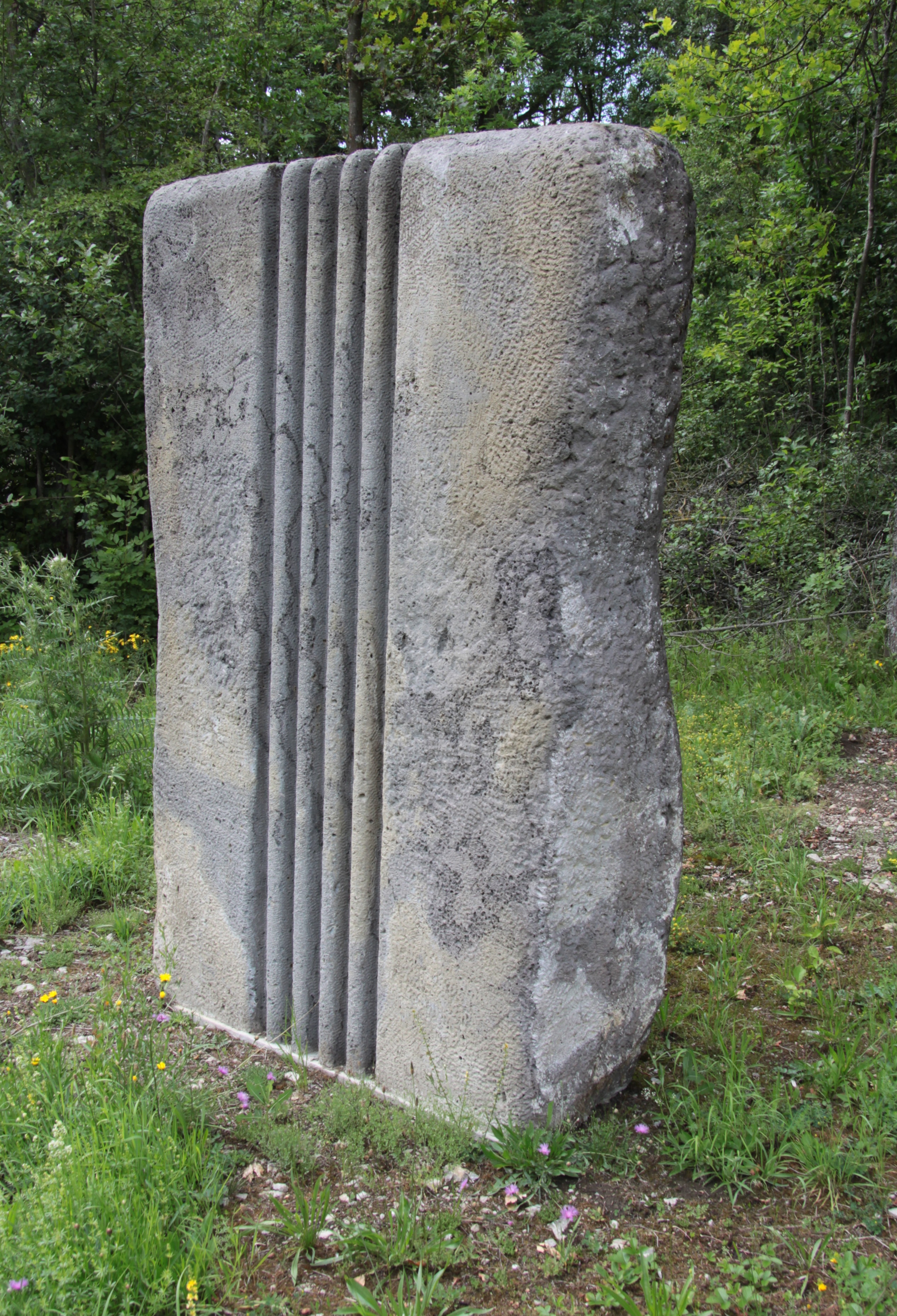
Karl Prantl: Die fünf Parallelen
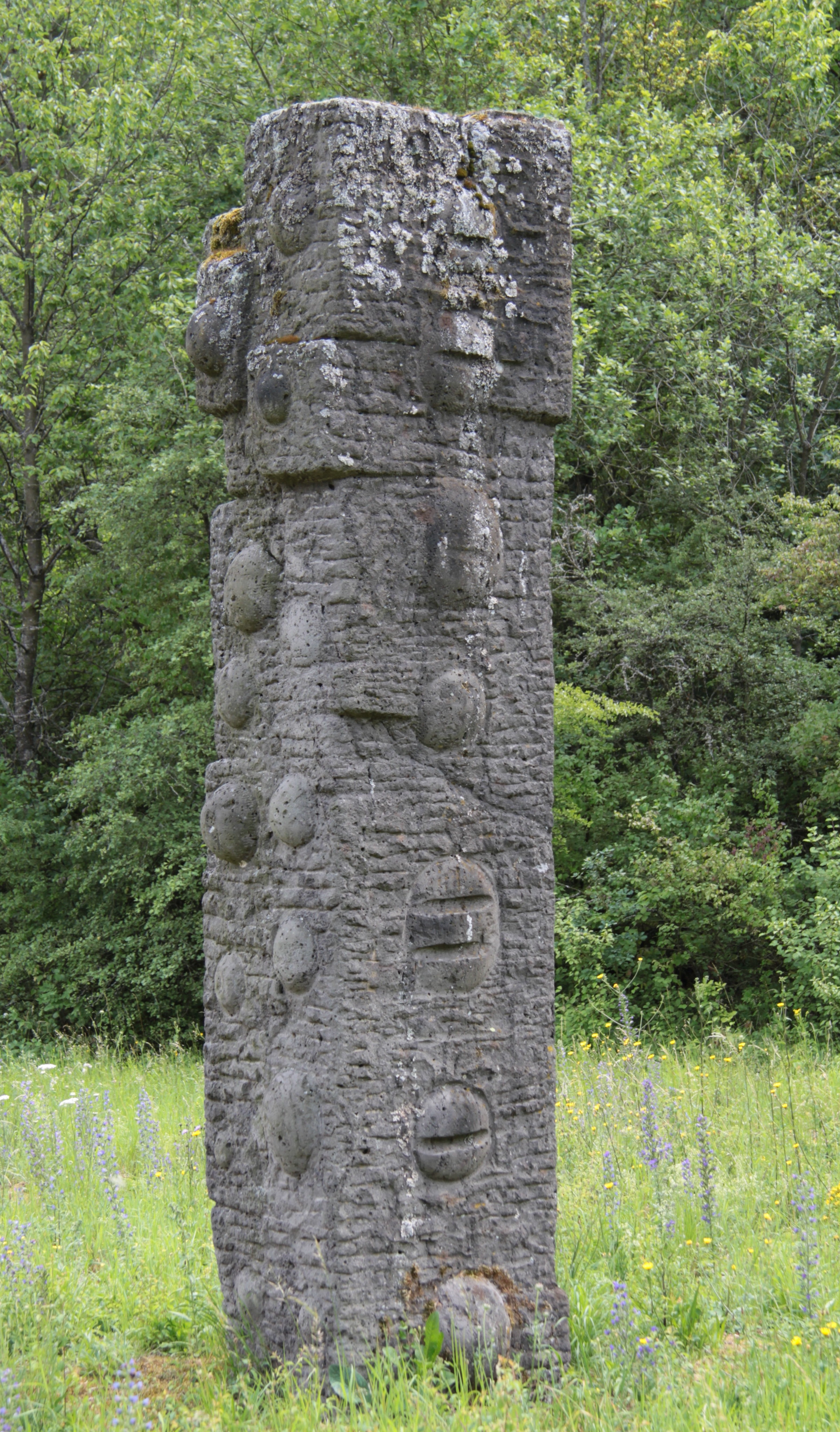
Erich Reischke
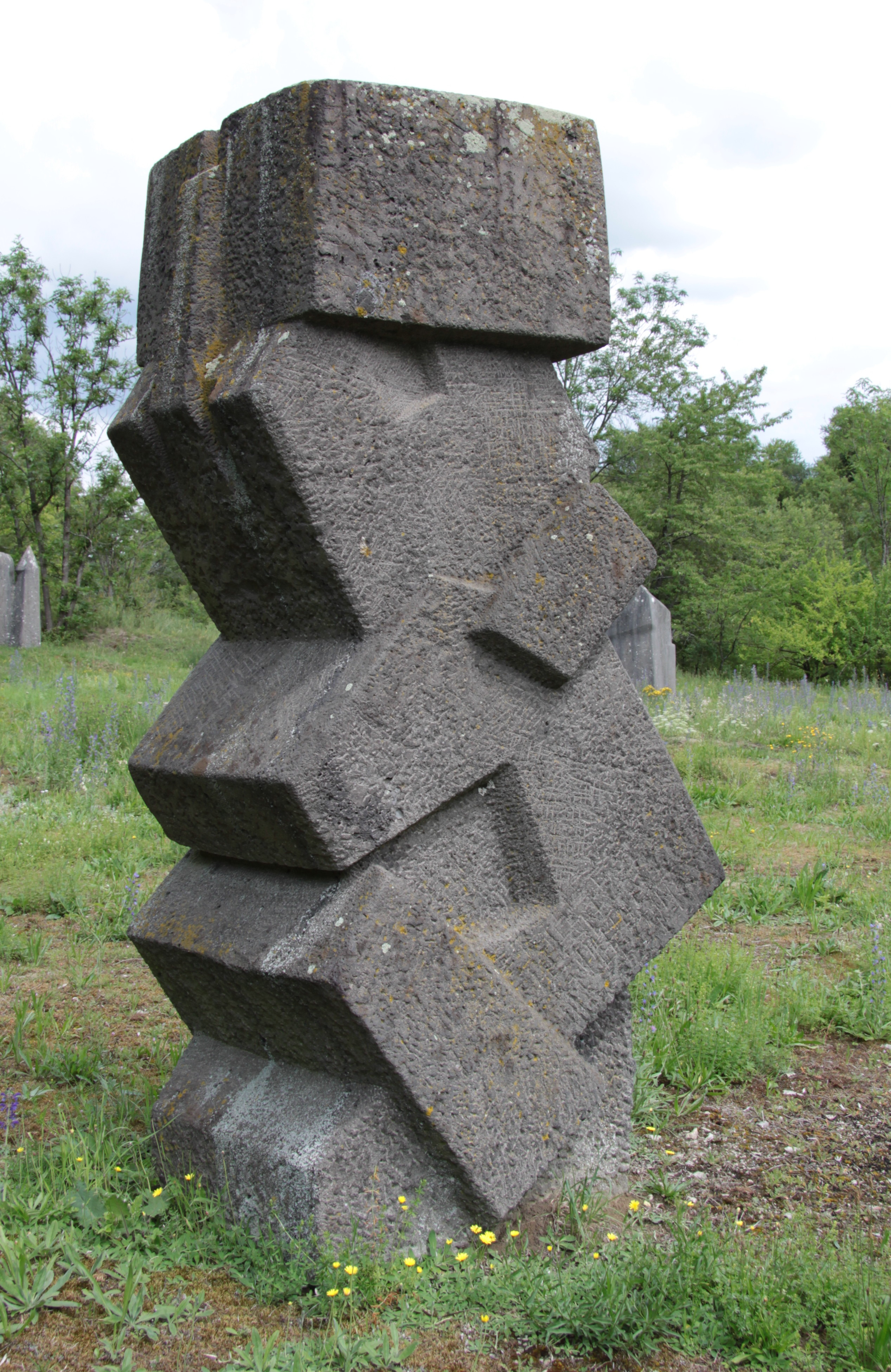
Jakob Savinšek
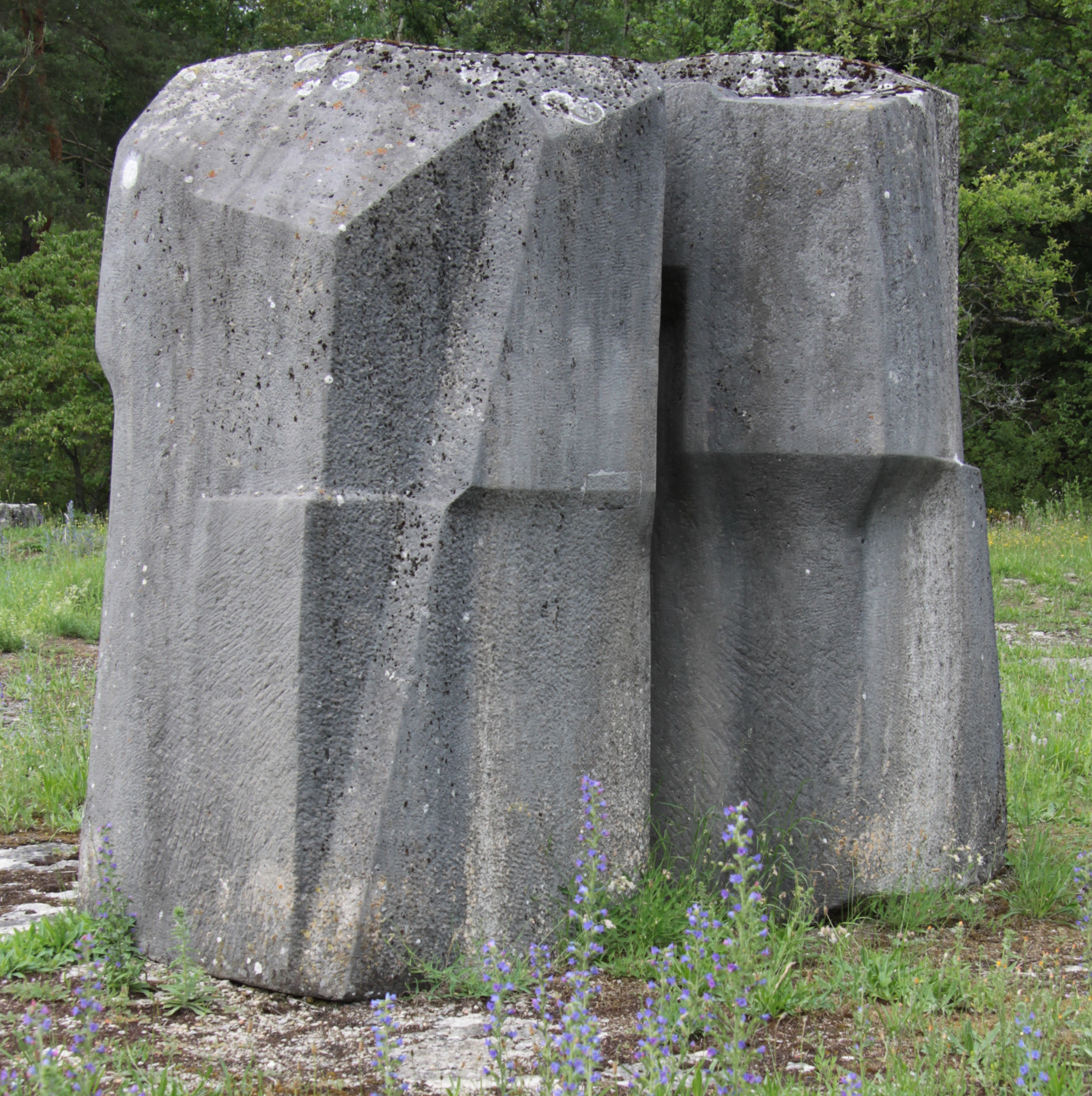
Joachim-Fritz Schultze-Bansen
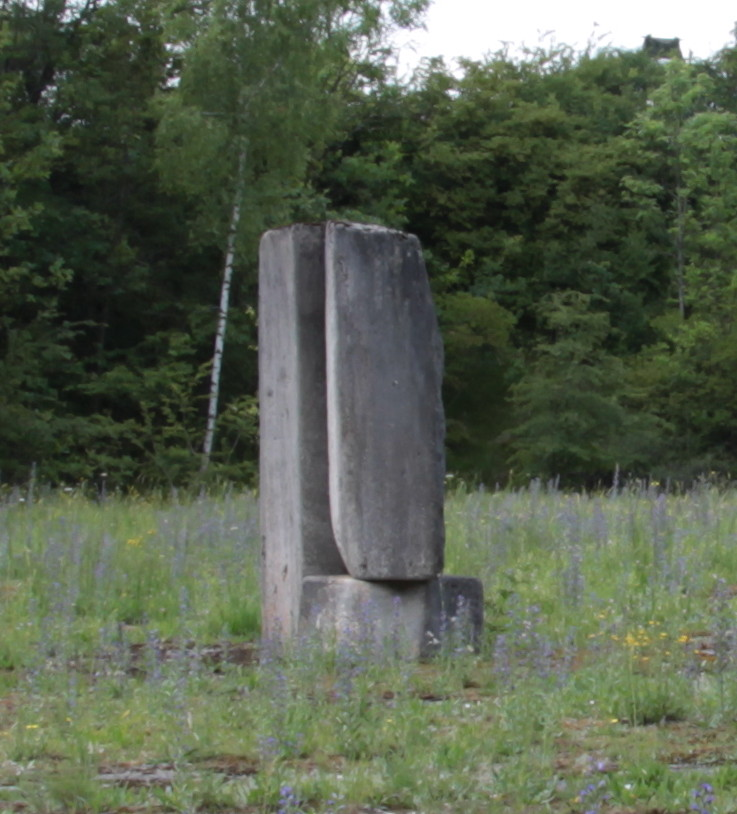
Buky Schwarz